# Eryngium integrifolium
Eryngium integrifolium är en flockblommig växtart som beskrevs av Thomas Walter. Eryngium integrifolium ingår i släktet martornar, och familjen flockblommiga växter. Inga underarter finns listade i Catalogue of Life.

## Bildgalleri

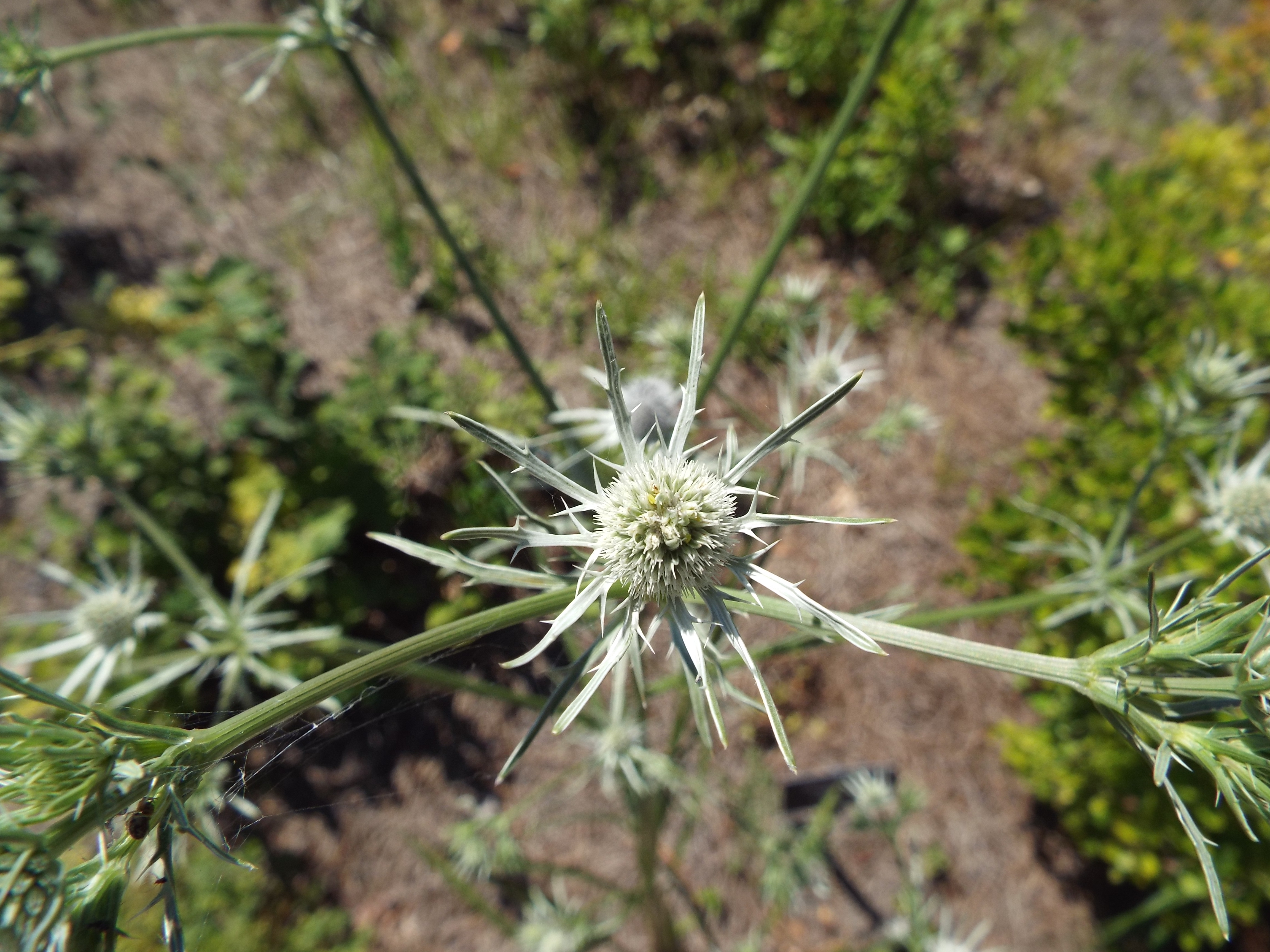